# Arsenal de Sarandí
Arsenal Fútbol Club, zwykle zwany Arsenal Sarandí albo po prostu Arsenal, jest argentyńskim klubem piłkarskim z siedzibą w Sarandí, położonym w sąsiedztwie Avellaneda będącego częścią zespołu miejskiego Buenos Aires.

## Osiągnięcia

### Ligowe
- Mistrzostwo Argetyny: 2011/12 Clausura
- Mistrzostwo drugiej ligi: 2018/19
- Primera C: 1964
- Primera D: 1962

### Krajowe puchary
- Puchar Argetyny: 2012/13
- Superpuchar Argetyny: 2012

### Międzynarodowe
- Copa Sudamericana: 2007
- Copa Suruga Bank: 2008

## Historia
Klub założyli w styczniu 1957 bracia Héctor i Julio Humberto Grondona.
Koszulki klubu są jasnoniebiekie z przekątnym czerwonym pasem (co przypomina koszulki używane przez CA River Plate). Kolory wybrano tak, by odzwierciedlały barwy dwóch największych klubów z Avellaneda – Racing Club de Avellaneda (jasnoniebieskie) i CA Independiente (czerwone).
Julio Grondona został pierwszym prezesem klubu, a od roku 1979 prezydentem argentyńskiej federacji piłkarskiej (Asociación del Fútbol Argentino) i pełni tę funkcję do dziś. Obecnie jest wiceprezydentem FIFA. Jego brat Héctor, a następnie jego syn Julio Ricardo, zastąpili go na stanowisku prezesa Arsenalu.
Najbardziej znanym graczem w historii klubu jest Jorge Burruchaga, który tutaj właśnie w roku 1979 rozpoczął swą wielką karierę piłkarską. Po zakończeniu gry w piłkę wrócił do korzeni i był trenerem Arsenalu w latach 2002–2005. Burru najbardziej znany jest ze zdobycia zwycięskiej bramki w meczu finałowym mistrzostw świata 1986.
Arse krok za krokiem piął się w górę, awansując do coraz wyższych lig Argentyny w 1962, 1986, 1992 i w roku 2002 dotarł w końcu na sam szczyt – do Primera división argentina 2002. Klub dotarł do ćwierćfinału Copa Sudamericana w roku 2004.
Dnia 6 września 2006 Arsenal i hiszpański gigant FC Barcelona zawarły umowę o odnowie infrastruktury klubu Arsenal w zamian za możliwość pozyskiwania młodych graczy klubu, którzy w pierwszym zespole nie rozegrali jeszcze pełnego roku. „Chcemy, by Barcelona był główną opcją dla młodych argentyńskich graczy”, stwierdził szef sportowy Barcy Txiki Begiristain. „To długofalowy program, który przyniesie korzyści obu klubom”.
Arsenal wygrywając turniej Copa Sudamericana 2007 osiągnął największy sukces w swojej historii. W finale turnieju klub pokonał na wyjeździe meksykańską drużynę Club América 3:2 i nawet porażka 1:2 u siebie (dzięki większej liczbie bramek zdobytych na wyjeździe) nie odebrała Arsenalowi ostatecznego sukcesu.

## Stadion
Stadion Estadio Julio H. Grondona w Sarandí ma pojmeność 16300 widzów i znany jest pod przydomkiem el Viaducto (wiadukt). Znajduje się pod adresem 3660 Juan Díaz De Solís, Sarandí.